# Die Funkhausgruppe
Die Funkhausgruppe ist ein Musik-Projekt das derzeit aus den Bands Die Perlen, Hertzinfarkt, Sonnenbrandt und Welle: Erdball besteht.

## Geschichte
Der Grundstein der Funkhausgruppe wurde 2007 auf dem „Hörerclubtreffen“, dem offiziellen Fanclubtreffen von Welle: Erdball, gelegt, auf dem alle vier Bands anwesend waren. Mit dem Lied Allein im Funkhaus erschien 2009 auf einer EP der Gruppe Die Perlen ein erstes Lied dieser Kooperation. Das erste Album, Mono-Poly, wurde am 24. Juni 2011 über das SPV-Label Synthetic Symphony veröffentlicht. Eine Platzierung in den Deutschen Alternative Charts auf Platz 14 schloss sich an.
Am 17. Juli 2011 folgte auf der „Mainstage“ des Amphi Festivals der erste und bislang einzige Live-Auftritt, bei dem alle zwölf Mitglieder der die Funkhausgruppe bildenden Bands gemeinsam auf der Bühne standen. neben den eigenen Liedern gehörten auch Cover wie etwa „Sweet Dreams“ oder „Wir trauen uns was“ zum Repertoire.

## Stil
Die Musik der Funkhausgruppe kann als von der Neuen Deutschen Welle-Kultur geprägter Sound mit deutschsprachigen Texten beschrieben werden. Die Band besteht aus den zwölf Mitgliedern der beteiligten Bands, die auch fast ausnahmslos gesanglich am Projekt mitwirken.
Bekannt wurde vor allem das Lied Die Physiker, das an Kraftwerk erinnert und in Form eines professionellen Musikvideos bereits im Februar 2011 veröffentlicht wurde. Es basiert nach Aussage von Honey, Mitglied des beteiligten Projekts Welle:Erdball, auf dem gleichnamigen Theaterstück Friedrich Dürrenmatts.

## Diskografie

### Alben
- 2011: Mono-Poly

### Musikvideos
- 2011: Die Physiker